# Razori
Razori – wieś w Słowenii, w gminie Dobrova-Polhov Gradec. W 2018 roku liczyła 104 mieszkańców.